# Distrito Histórico de West Canfield
El Distrito Histórico de West Canfield es un distrito histórico del vecindario ubicado principalmente en Canfield Avenue entre las calles Second y Third en Detroit, la ciudad más poblada del estado de Míchigan (Estados Unidos). Un aumento de los límites amplió el distrito para incluir edificios en la Tercera Avenida entre Canfield y Calumet. El distrito fue designado Sitio Histórico del Estado de Míchigan en 1970 y listado en el Registro Nacional de Lugares Históricos en 1971; en 1997 se añadió un aumento de los límites El vecindario revitalizado de la década de 1870 es una de las áreas residenciales que rodean el Distrito Histórico del Centro Cultural en Midtown. Cerca de allí, East Canfield Avenue conduce al complejo del Detroit Medical Center, la Iglesia de San Josafat de estilo neorrománico y la Iglesia del Corazón Dulcísimo de María de estilo neogótico.

## Historia
El área alrededor del Distrito Histórico de West Canfield fue propiedad de Lewis Cass, uno de los primeros gobernadores de Míchigan. Cuando murió en 1866, sus dos hijas heredaron sus propiedades. Tres años más tarde, dividieron la propiedad, y Mary recibió la parte donde ahora se encuentra el Distrito Histórico de West Canfield. El marido de Mary era el capitán August Canfield, un graduado de West Point y un importante inversor en la construcción del canal de barcos en Sault Ste. Marie. En 1871, Mary Cass Canfield subdividió su tierra, nombrando Canfield Avenue en honor a su esposo.
La calle estaba poblada por prósperos abogados, médicos, dentistas, arquitectos y otros profesionales. La construcción continuó hasta la década de 1880. La calle siguió siendo una ubicación residencial privilegiada en Detroit durante décadas. En la década de 1930, la Gran Depresión provocó un declive en el barrio. En la década de 1960, el barrio se revitalizó y se restauró el paisaje urbano histórico. Los nuevos residentes han continuado manteniendo y revitalizando el vibrante vecindario de Midtown en el siglo XXI.

## Arquitectura
A principios de la década de 1870, se construyeron numerosas casas de ladrillo estilo Reina Ana a lo largo de Canfield, en lotes espaciosos con generosos reveses. La plataforma original especificaba que cada lote mediría 15 por 57 m, y que habría "un retroceso de 9 m para aceras, arbustos y con fines ornamentales".
A principios de la década de 1980, la calle se estrechó y volvió a su diseño original de 1870 con adoquines de granito, se instalaron farolas de reproducción, se plantaron árboles y se agregaron medianas cubiertas de hierba. En 1970, recibió la designación histórica estatal y local, el primer distrito así reconocido en la ciudad. Fue incluido en el Registro Nacional de Lugares Históricos al año siguiente. En 1997, se amplió para incluir tres edificios en la calle Tercera: una residencia adicional estilo Reina Ana y dos edificios comerciales victorianos. En el nuevo milenio, el vecindario ha experimentado muchas renovaciones.

## Galería

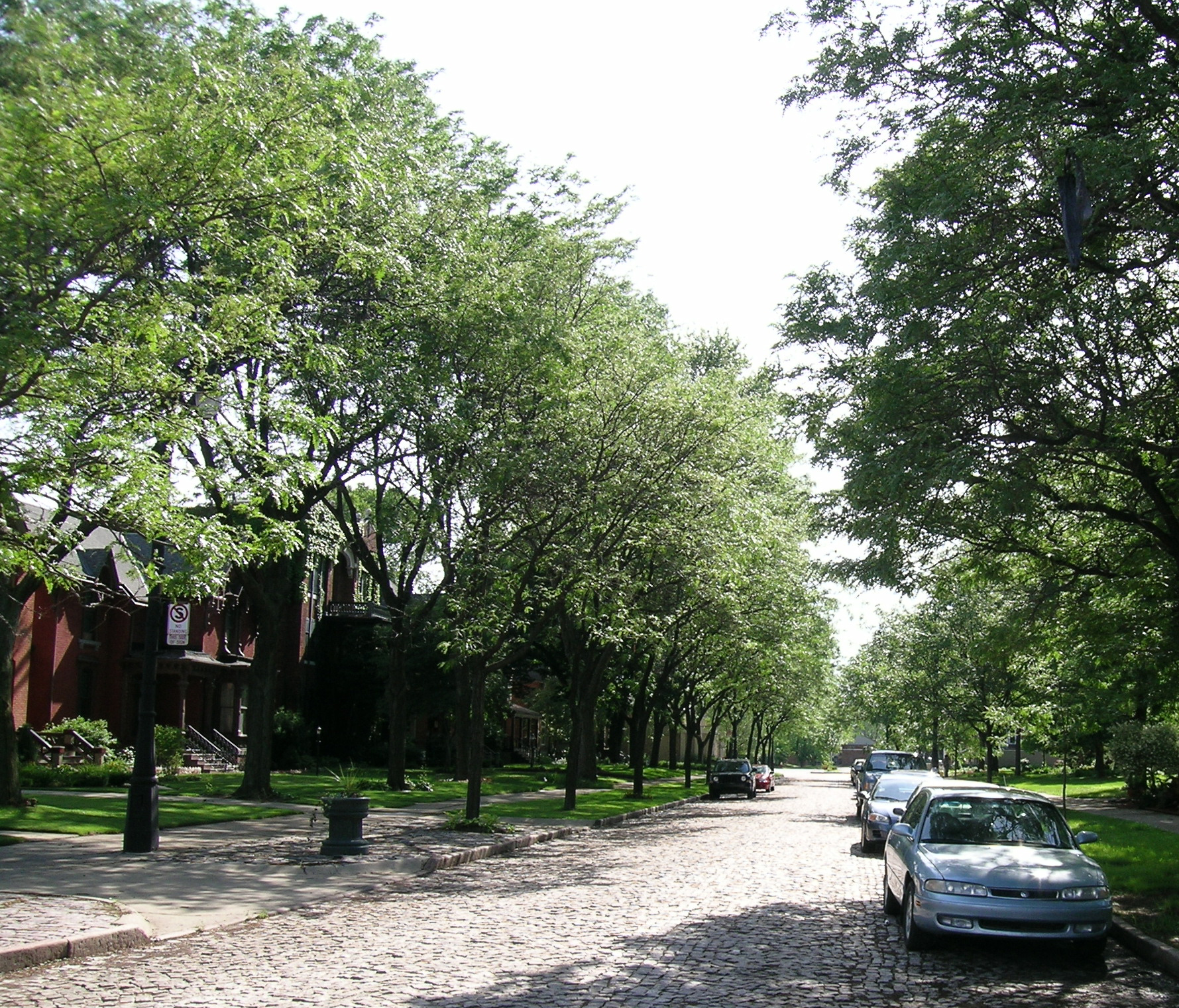
Paisaje urbano de West Canfield
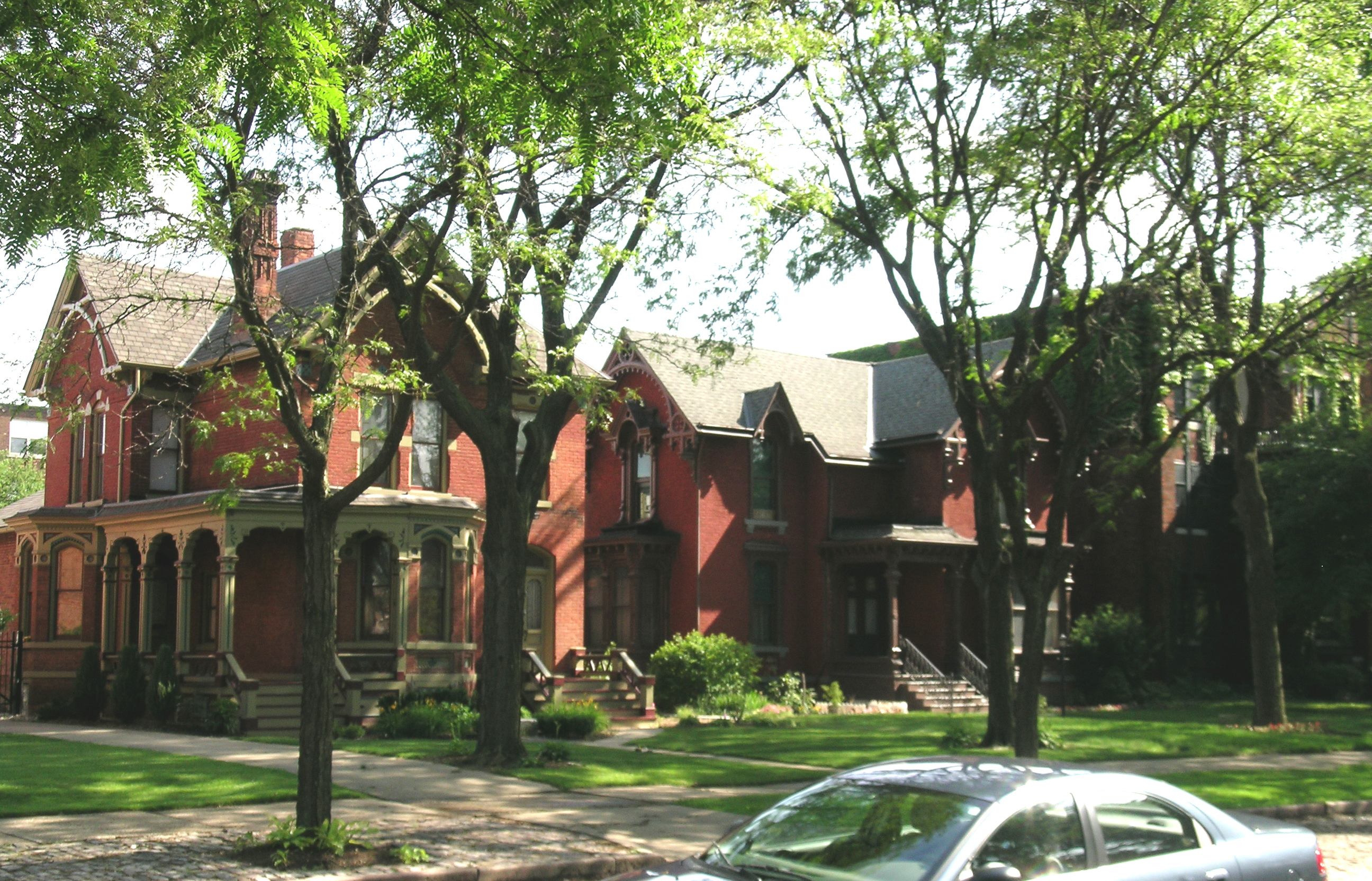
Edificios incluidos tras la ampliación de 1997